# 普罗科皮·彼得罗维奇·利亚普诺夫
普罗科皮·彼得罗维奇·利亚普诺夫 (俄语：Прокопий Петрович Ляпунов，?—1611年7月22日 )，17世纪俄羅斯貴族，也是留里克王朝王室的一位沃伊沃德，他实际上也是梁赞地区的總督。  :835